# Majd ad-Dawla Rustam
Majd o-dowleh Rostam ou Abû Talib Majd ad-Dawla Rustam (Gloire de l'empire) est le fils aîné de Fakhr ad-Dawla `Alî auquel il succède en 997 comme émir bouyide de Ray jusqu'à sa mort en 1029 et à la prise de Ray par les Ghaznavides.

## Biographie
Fakr ad-Dawla décède en octobre/novembre 997. Son fils aîné Rustam n'a que quatre ans. Il devient le souverain en titre de Ray et reçoit le titre de Majd ad-Dawla (Gloire de l'empire). Le cadet, Abû Tâhir, devient le souverain en titre d'Hamadân avec le titre de Chams ad-Dawla (Soleil de l'empire). Les deux enfants sont sous la tutelle de leur mère Sayyida qui exerce la fonction de régente. Chacun des deux fils se déclare indépendant et prend le titre de « roi des rois ». Chams ad-Dawla renonce à ce titre en 1009 ou 1010 pour reconnaître la suzeraineté de Bahâ' ad-Dawla Fîrûz émir bouyide du Fars et de l'Irak.
En 1006 ou 1007, Majd ad-Dawla essaie de se débarrasser de la tutelle de sa mère avec l'aide de son vizir Abû `Alî ibn `Alî. Sayyida s'enfuit et se réfugie auprès du chef kurde hasanwayhide Badr ben Hasanûya. Elle s'allie avec son autre fils Chams ad-Dawla pour faire le siège de Ray. Après quelques batailles, Ray est prise, Majd ad-Dawla est fait prisonnier. Sayyida enferme Majd ad-Dawla dans la forteresse de Tabarok tandis que Chams ad-Dawla s'installe à Ray. Au bout d'un an Majd ad-Dawla est libéré, il rentre à Ray où il se tient à l'écart des intrigues politiques et reste cependant sous la coupe de sa mère. Son frère repart pour Hamadân. 
Le règne de Majd ad-Dawla voit le territoire des Bouyides se rétrécir de plus en plus. Le Gorgan et le Tabaristan sont passés aux mains des Ziyarides dès 997, plusieurs villes de l'ouest ont été conquises par les Salarides d'Azerbaïdjan. Les révoltes de la population ou des militaires (1016 ou 1017), les dissensions familiales affaiblissent l'émirat. Sayyida doit empêcher Chams ad-Dawla  de s'emparer de Ray.
Lorsque Sayyida décède en 1028, les conséquences de la mise à l'écart Majd ad-Dawla deviennent apparentes. Il doit faire face à une révolte des daylamites de l'armée et appelle à l'aide le Ghaznavide Mahmûd qui est trop heureux d'avoir un prétexte pour envahir la région. Il arrive à Ray en mars/avril 1029. Il destitue Majd ad-Dawla, met la ville à sac. Un grand nombre d'habitants sont lapidés : les qarmates et les ismaéliens parce qu'ils sont des hérétiques aux yeux des Ghaznavides sunnites. Mahmûd met fin à la domination Bouyide dans la région. Plus tard, un des enfants de Majd ad-Dawla essaie vainement de reconquérir la province.